# Papyrus 28
Papyrus 28 (in de nummering volgens Gregory-Aland), of {\displaystyle {\mathfrak {P}}^{28}}, ook wel Oxyrhynchus Papyrus 1596, is een oud handschrift van het Griekse Nieuwe Testament. Het is geschreven op papyrus en bevat een deel van het Evangelie volgens Johannes. Er is maar één blad bewaard gebleven, dat de tekst bevat van Johannes 6:8-12 en 6:17-22. Op grond van het schrifttype wordt het manuscript gedateerd laat in de derde eeuw.

## Beschrijving
Het is geschreven met middelgrote hoofdletters. Het bestaat uit één blad van 5 x 10 cm; oorspronkelijk 13 x 20 cm, met 12 regels per bladzijde (oorspronkelijk 25 regels). Het maakt gebruik van de afkorting van de heilige namen, maar niet consequent. De manier van schrijven lijkt erg op dat van Papyrus Oxyrhynchus 1358, (een handschrift dat de tekst van de Griekse dichter Hesiodus bevat).

## Tekst
De Griekse tekst van deze codex is een vertegenwoordiger van de (proto)Alexandrijnse tekst. Aland noemt het een normale tekst en plaatst het in categorie I van zijn Categorieën van manuscripten van het Nieuwe Testament.
Dit manuscript stemt in zeven van de tien varianten in met Papyrus 75. Volgens Grenfell and Hunt staat het dichter bij de Codex Sinaiticus dan bij de Codex Vaticanus. In slechts één geval steunt het de Codex Alexandrinus tegen Sinaiticus and Vaticanus (Johannes 6:11). Grenfell en Hunt merken op dat die tekst niet erg correct gespeld is. Er zijn vijf lezingen die alleen hier voorkomen. In Johannes 6:10 staat in dit handschrift πεντακισ]χιλειοι en ελεβεν in plaats van ελαβεν, in 6:19 ενγυς in plaats van εγγυς, in 6:20 φοβεισθαι in plaats van φοβεισθε, in 6:22 ιδεν in plaats van ειδεν.

## Geschiedenis
Het is oorspronkelijk met nog andere documenten uit de derde en vierde eeuw gevonden te gevonden te Oxyrhynchus in Egypte.
Het wordt op dit moment bewaard in de Pacific School of Religion (Pap. 2) in Berkeley (Californië).